# Tarbogárfélék
A tarbogárfélék (Erotylidae) a bogarak (Coeloptera) rendjébe, a mindenevő bogarak (Polyphaga) alrendjébe és a lapbogárszerűek (Cucujoidea) öregcsaládjába tartozó család.
Jelenleg ide sorolják a korábban önálló Cryptophilidae, Languriidae, Loberidae, Pharaxonothidae és Xenoscelidae családokat, alcsaládokként. Más megfogalmazásban, a korábbi Erotylidae sensu stricto az Erotylinae alcsaládnak felel meg. Nevüket onnan kapták, hogy testük felszíne általában csupasz és fényes; egyes primitívebb fajaik hátoldala azonban finoman szőrözött. Növényeket és gombákat fogyasztanak, sok fajuk szaproxilofág. Egyesek virágokat poroznak be (pl. az ősi cikászokat), másokat készletkártevőkként tartanak számon. Előfordul, hogy hasznos és káros képviselőik ugyanazon nemen belül megtalálhatók (pl. Pharaxonotha). A legtöbb tarbogár azonban gazdaságilag közömbös.
A fajokban leggazdagabb és legváltozatosabb tarbogárfaunának Dél-Amerika ad otthont. Itt élnek a család legnagyobb képviselői is. Egyes fajok alakjukkal és színezetükkel gyászbogarakat utánoznak.
Magyarországról a család 19 faját mutatták ki:
- Macrophagus robustus
- Cryptophilus integer
- Tritoma bipustulata
- Combocerus glaber
- Leucohimatium: Leucohimatium langei, Leucohimatium jakowlewi
- Triplax: Triplax melanocephala, Triplax aenea, Triplax elongata, Triplax russica, Triplax lacordairei, Triplax pygmaea, Triplax collaris, Triplax scutellaris, Triplax lepida, Triplax rufipes
- Dacne: Dacne bipustulata, Dacne notata, Dacne rufifrons.

## Nemei
- Acropteroxys Gorham, 1887
- Acryptophagus
- Aegithus
- Amblyopus Lacordaire, 1842
- Amblyscelis Gorham, 1888
- Anadastus

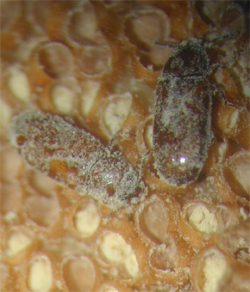
Pharaxonotha esperanzae a Microcycas calocoma porzólevelein

- Apolybas Alvarenga, 1965 (= Lybas)
- Atomarops Reitter
- Aulacochilus Lacordaire, 1842
- Bolerus Grouvelle
- Brachypterosa Zablotny & Leschen, 1996
- Brachysphaenus
- Caenolanguria
- Callischyrus
- Camptocarpus
- Cathartocryptus Sharp, 1886
- Chinophagus Ljubarsky, 1997
- Cladoxena Motschulsky
- Cnecosa
- Coccimorphus Hope, 1841
- Coelocryptus Sharp, 1900
- Combocerus Bedel, 1867
- Coptengis Crotch, 1876
- Crotchia Fowler
- Crowsenguptus
- Cryptodacne Sharp, 1878
- Cryptophilus Reitter, 1874
- Cytorea
- Dacne Latrielle, 1796
- Dasydactylus Gorham, 1887
- Doubledaya
- Ectrapezidera
- Ellipticus
- Empocryptus Sharp
- Encaustes Lacordaire, 1842
- Episcapha Dejean, 1837
- Episcaphula Crotch
- Erotylus Fabricius, 1775
- Eutriplax Lewis, 1887
- Fitoa
- Gibbifer (= Cypherotylus Crotch, 1873)
- Goniolanguria
- Haematochiton
- Hapalips Reitter, 1877
- Henoticonus Reitter, 1878
- Hirsotriplax
- Homoeotelus Hope, 1841
- Hoplepiscapha Lea, 1922
- Iphiclus
- Ischyrus Crotch, 1873
- Languria Latreille, 1802
- Languriomorpha
- Langurites Motschulsky, 1860
- Lepidotoramus Leschen, 1997
- Leucohimatium Rosenhauer, 1856
- Linodesmus  Bedel, 1882
- Loberogosmus Reitter
- Loberolus
- Loberonotha Sen Gupta & Crowson 1969
- Loberopsyllus
- Loberoschema Reitter
- Loberus LeConte, 1861
- Lobosternum
- Lybanodes
- Lybas
- Macromelea Hope
- Macrophagus Motschulsky
- Malleolanguria
- Megalodacne Crotch, 1873
- Megischyrus Crotch, 1873
- Meristobelus
- Microlanguria Lewis
- Microsternus
- Mycetaea Stephens, 1829
- Mycolybas Crotch, 1876
- Mycotretus Chevrolat in Dejean, 1837
- Neoloberolus
- Neotriplax
- Nomotus
- Oligocorynus Chevrolat, 1835
- Ortholanguria
- Othniocryptus Sharp, 1900
- Paphezia Zablotny & Leschen, 1996
- Paracladoxena Fowler
- Pediacus
- Penolanguria Kolbe
- Pharaxonotha Reitter, 1875
- Platoberus Sharp
- Prepopharus
- Promecolanguria
- Protoloberus Leschen, 2003
- Pselaphacus Percheron, 1835
- Pselaphandra Jacobson, 1904
- Pseudhapalips Champion
- Pseudhenoticus Sharp
- Pseudischyrus
- Rhodotritoma Arrow, 1925
- Scaphidomorphus Hope, 1841
- Scaphodacne Heller, 1918
- Setariola Jakobson, 1915
- Spondotriplax
- Stengita
- Stenodina
- Telmatoscius
- Teretilanguria
- Tetralanguria
- Thallis
- Thallisella Crotch
- Tomarops Grouvelle, 1903
- Trapezidera
- Trichotritoma
- Trichulus
- Triplacidea Gorham, 1901
- Triplax  Herbst, 1793
- Tritoma Fabricius, 1775
- Truquiella Champion
- Xenocryptus Arrow, 1929
- Xenoscelis Wollaston, 1864
- Xestus
- Zavaljus
- Zonarius (= Oligocorynus)
- Zythonia Westwood, 1874

## Képek

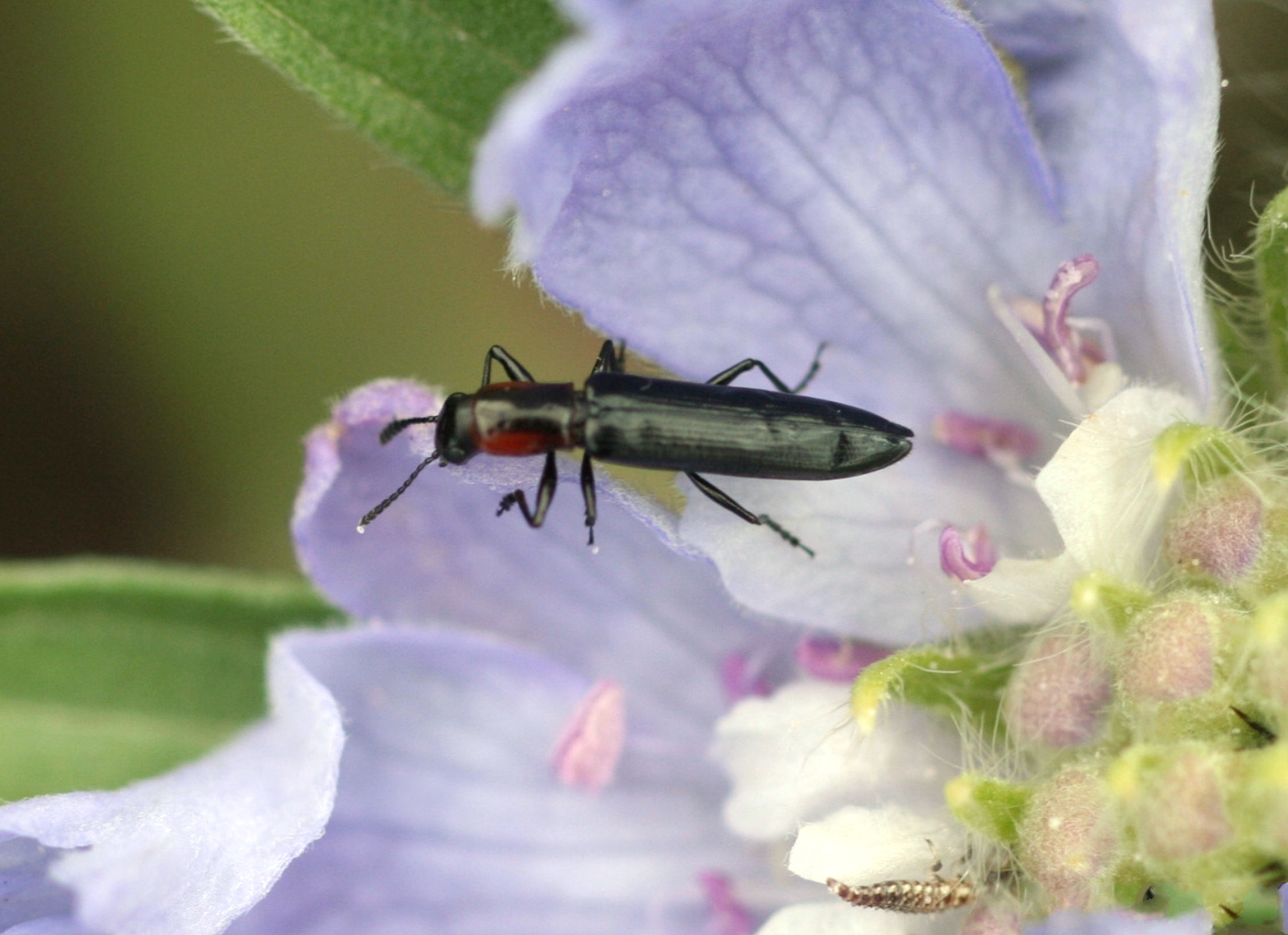
(Acropteroxys gracilis)
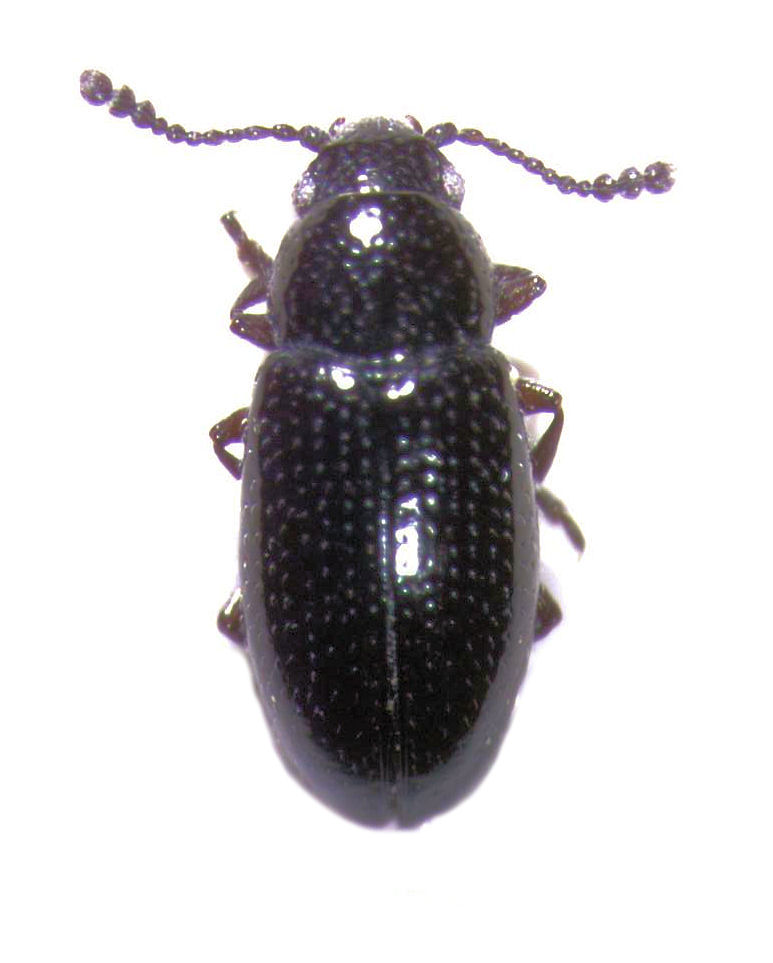
(Loberus anthracinus)
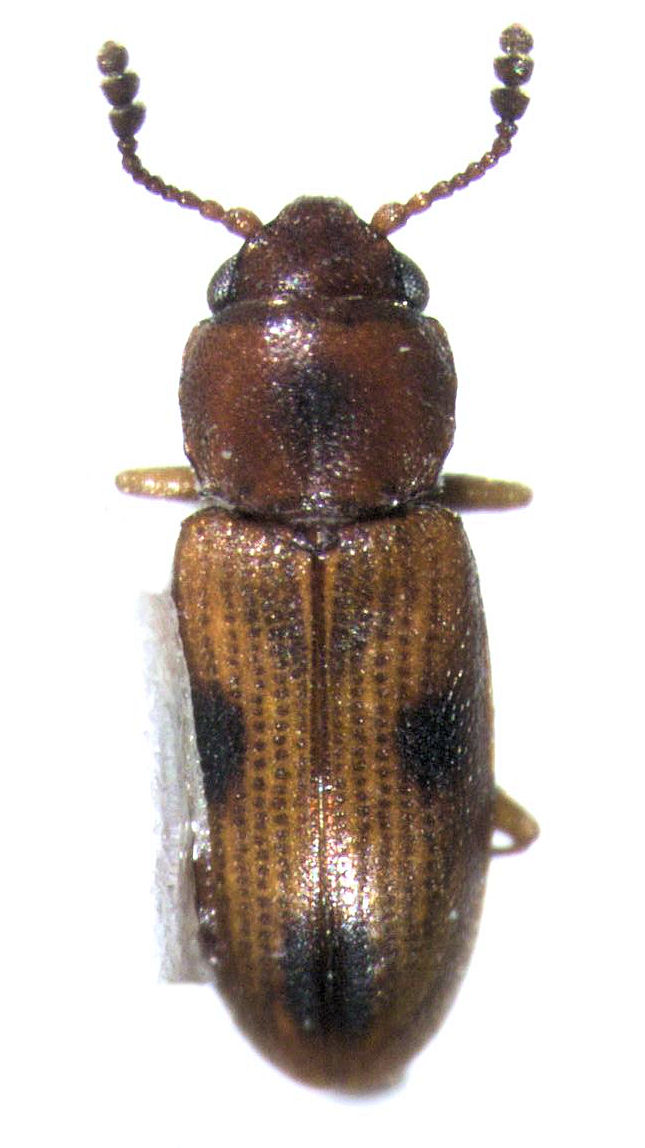
(Cathartocryptus maculosus)
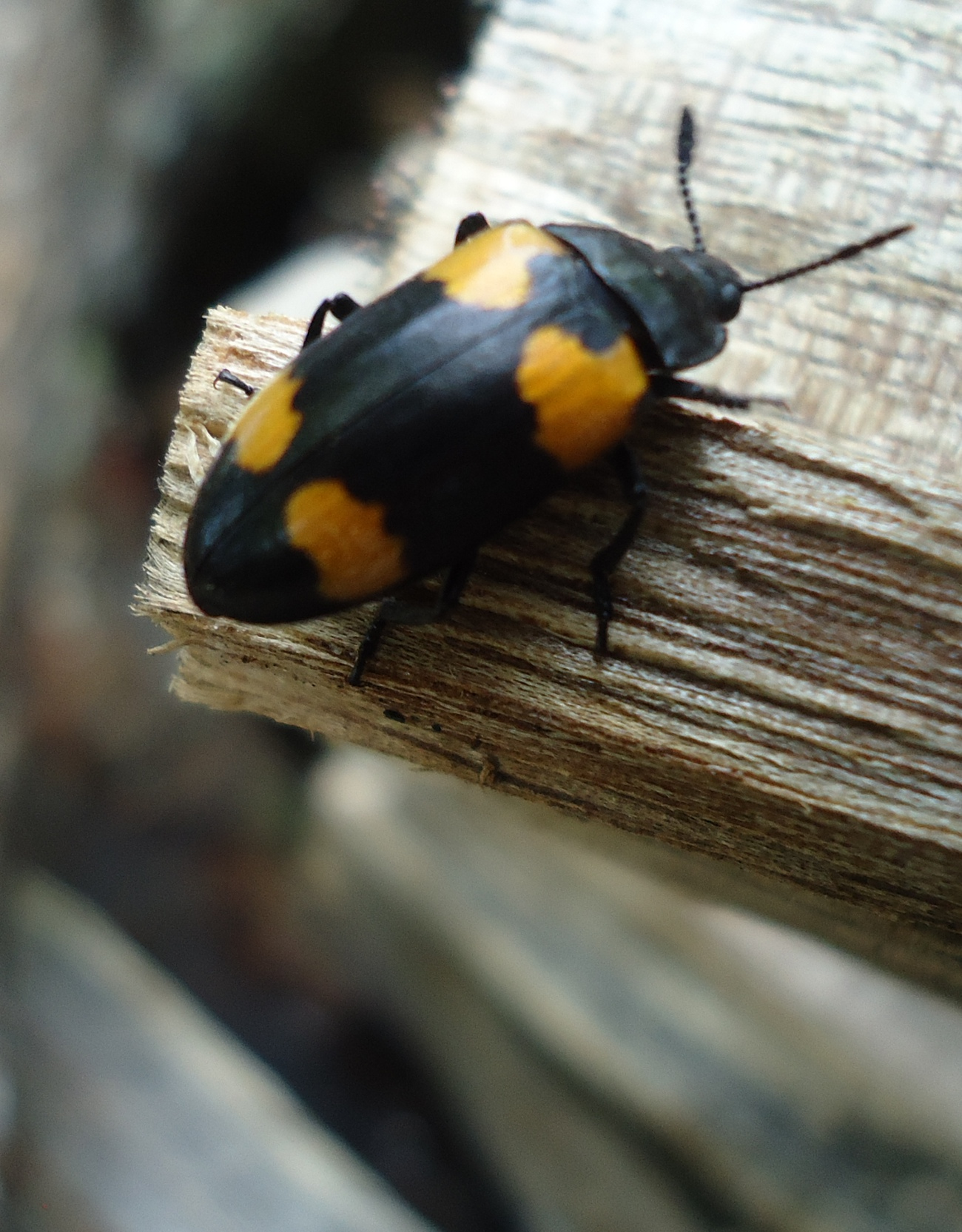
(Episcapha quadrimacula)
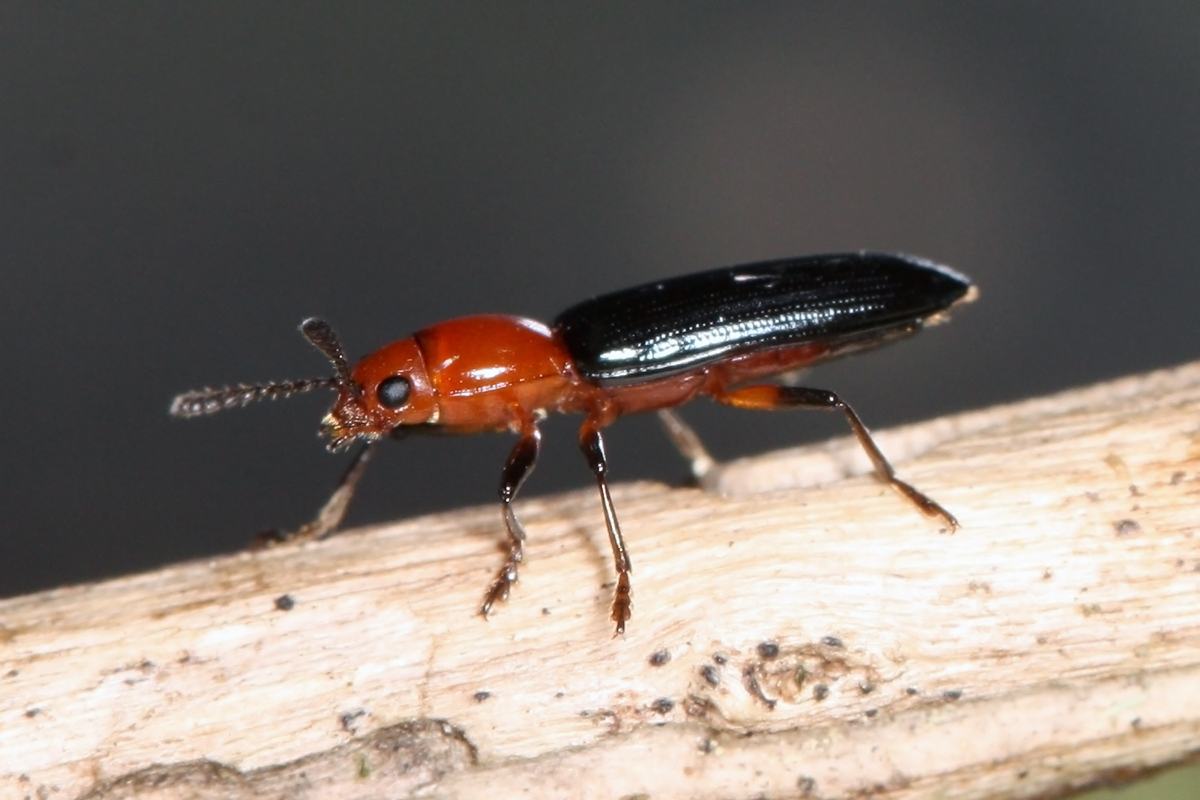
(Languria mozardi)

## Külső hivatkozások
- A taxon adatlapja az ITIS adatbázisában. Integrated Taxonomic Information System
- A brit fajok határozókulcsa
- A magyarországi fajok határozókulcsa[halott link]

## Fordítás
- Ez a szócikk részben vagy egészben az Erotylidae című angol Wikipédia-szócikk ezen változatának fordításán alapul.  Az eredeti cikk szerkesztőit annak laptörténete sorolja fel. Ez a jelzés csupán a megfogalmazás eredetét és a szerzői jogokat jelzi, nem szolgál a cikkben szereplő információk forrásmegjelöléseként.